# جبل بني عراف (صعفان)

تعديل مصدري - تعديل

جبل بني عراف هي إحدى قرى عزلة بني عراف بمديرية صعفان التابعة لمحافظة صنعاء، بلغ تعداد سكانها 767 نسمة حسب تعداد اليمن لعام 2004. شيخ القبيله  عروه ابن مسعود احمد علي مسعود